# Lektury nadobowiązkowe
Lektury nadobowiązkowe – cykl felietonów Wisławy Szymborskiej publikowanych przez czternaście lat w „Życiu Literackim”, potem, w latach 80., w krótko istniejącym miesięczniku „Pismo” i w „Odrze”, następnie w latach 1993–2002 w „Gazecie Wyborczej”.
Bodźcem do pisania była dla autorki umieszczana w każdym piśmie literackim rubryka „Książki nadesłane”. Wisława Szymborska zauważyła, jak mało uwagi poświęcają recenzenci literaturze wspomnieniowej, wznowieniom klasyków czy monografiom, antologiom lub leksykonom. Natomiast poradniki i książki popularnonaukowe są zupełnie pomijane w recenzjach, a cała uwaga recenzentów skupia się na beletrystyce i najnowszej publicystyce. Szymborska postanowiła poświęcić uwagę właśnie tym książkom, które pomijane przez recenzentów, są najchętniej kupowane przez czytelników. Autorka stwierdziła, że nie zamierza pisać recenzji, tylko felietony, ponieważ nie chciała, aby ciążył na niej przymus bezustannego wartościowania.
Wybór recenzji został wydany w formie książkowej sześciokrotnie (pierwsze w 1973, ostatnie w 2002) przez Wydawnictwo Literackie. Ostatnie wydanie Lektur nadobowiązkowych zawiera ponadto felietony publikowane przez Wisławę Szymborską od grudnia 1993 roku w „Gazecie Wyborczej” w dodatku „Gazeta o książkach”. W 2015 roku nakładem wydawnictwa Znak ukazał się tom Wszystkie lektury nadobowiązkowe zawierający wszystkie 562 teksty Szymborskiej, w tym 192 znane do tej pory tylko z druku w prasie.